# Tylopathes elegans
Tylopathes elegans är en korallart som beskrevs av Brook 1889. Tylopathes elegans ingår i släktet Tylopathes och familjen Antipathidae.
Artens utbredningsområde är Indiska oceanen. Inga underarter finns listade i Catalogue of Life.